# تشارلز لوك إيستليك
تشارلز لوك إيستليك (بالإنجليزية: Charles Lock Eastlake)‏
رسام بريطاني وكاتب مواليد (1793-1859)

## مناصب
عين تشارلز أول مدير للمتحف الوطني (1855-1865م).

## روابط خارجية
- تشارلز لوك إيستليك على موقع الموسوعة البريطانية (الإنجليزية)